# Kniha roku Lidových novin 2015

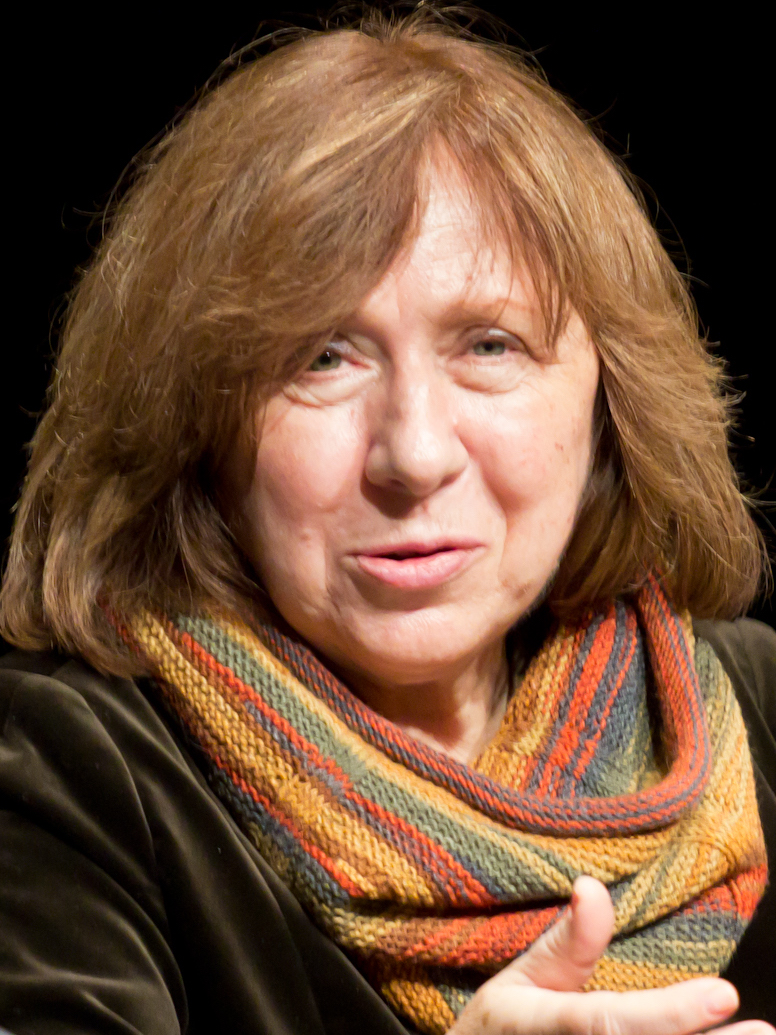
Světlana Alexijevičová

Kniha roku Lidových novin 2015 je 25. ročník od obnovení ankety Lidových novin o nejzajímavější knihu roku. Do ankety jsou také započítány hlasy pro knihy vydané koncem roku 2014. Lidové noviny oslovily kolem 400 respondentů, hlasovalo jich 200. Uzávěrka byla 29. listopadu 2015, výsledky vyšly ve speciální příloze novin v sobotu 12. prosince 2015.
V anketě zvítězila kniha aktuální nobelistky Světlany Alexijevičovové Doba z druhé ruky. Konec rudého člověka s 20 hlasy. Na přední příčky se obecně dostaly knihy politické, oproti předchozím letem, kdy vítězily knihy beletristické.

## Výsledky
1. Světlana Alexijevičová: Doba z druhé ruky. Konec rudého člověka – 20 hlasů
2. Michel Houellebecq: Podvolení – 11 hlasů
3.–4. Timothy Snyder: Černá zem – 8 hlasů
3.–4. Michael Wögerbauer, Petr Píša, Petr Šámal, Pavel Janáček a kolektiv: V obecném zájmu. Cenzura a sociální regulace literatury v moderní české kultuře 1749–2014 – 8 hlasů
5.–6. Martin C. Putna: Obrazy z kulturních dějin ruské religiozity – 7 hlasů
5.–6. Antonín Přidal: Zpovědi a odposlechy – 7 hlasů
7. Petr Pithart: Po Devětaosmdesátém. Rozpomínání a přemítání – 6 hlasů
8.–13. Anna Bolavá: Do tmy – 5 hlasů
8.–13. Jan Faktor: Jiříkovy starosti o minulost – 5 hlasů
8.–13. Petr Placák: Gottwaldovo Československo jako fašistický stát – 5 hlasů
8.–13. Umberto Eco: Nulté číslo – 5 hlasů
8.–13. Petr Hruška: Jedna věta – 5 hlasů
8.–13. Pavel Kořínek a kolektiv: Dějiny československého komiksu 20. století – 5 hlasů